# 絕嶺之峽
絕嶺之峽（日语：ステルヴィオ），是日本純種競賽馬匹。生涯活躍於一哩賽事，曾於2018年勝出一哩冠軍賽。

## 出賽前
2015年1月15日出生於北海道安平町北部牧場，成長途中於一口馬主俱樂部Sunday Racing Co. Ltd.進行馬主募集。
其後交由美浦訓練中心練馬師木村哲也訓練。

## 競賽生涯

### 2歲
2017年6月4出戰東京競馬場2歲新馬戰，於比賽途中保持於先頭位置，進入直路後瞬間加速超越前方對手，最終拉開後方1 3/4馬位取得首勝。
8月12日出戰公開賽宇宙賞，本次比賽保持於中團位置下在第三彎道開始發力，進入直路後於先頭有利位置衝出，再度成功發揮優秀速度下取得優勝。
10月7日出戰沙特阿拉伯皇家盃，比賽開始後選擇停留於後方位置等待時機，進入直路後雖然爆發出全場最佳末腳不斷蠶食前方，但最終仍然無法阻止野田優驥率先透出，最終以1 3/4馬位差距落敗得第二。
其後出戰朝日盃未來錦標，由於主戰騎師李慕華選擇策騎倫敦塔，因而由杜滿樂代打策騎。比賽開始後，其於中團靠後位置保留體力，進入直路後逐步抽出外檔位置加速，但再度無法追上前方的野田優驥之下被對手拉開3馬位落敗。

### 3歲
2018年於春季錦標展開征程，比賽初段繼續使用拿手的居中戰術推進，並於比賽途中一直保持穩定的節奏。進入直路後，縱然其面對對居中後上馬不利的慢步速局面，但其仍然可以發揮出後600米34.1秒的末腳速度，最終於終點線前超越金紀元取得首個分級賽冠軍。
其後出戰皋月賞，比賽初段由於無法搶佔位置而於後方追走，雖然於直路以凌厲的姿態殺上，但無法縮窄和前方距離之下以第四完賽。

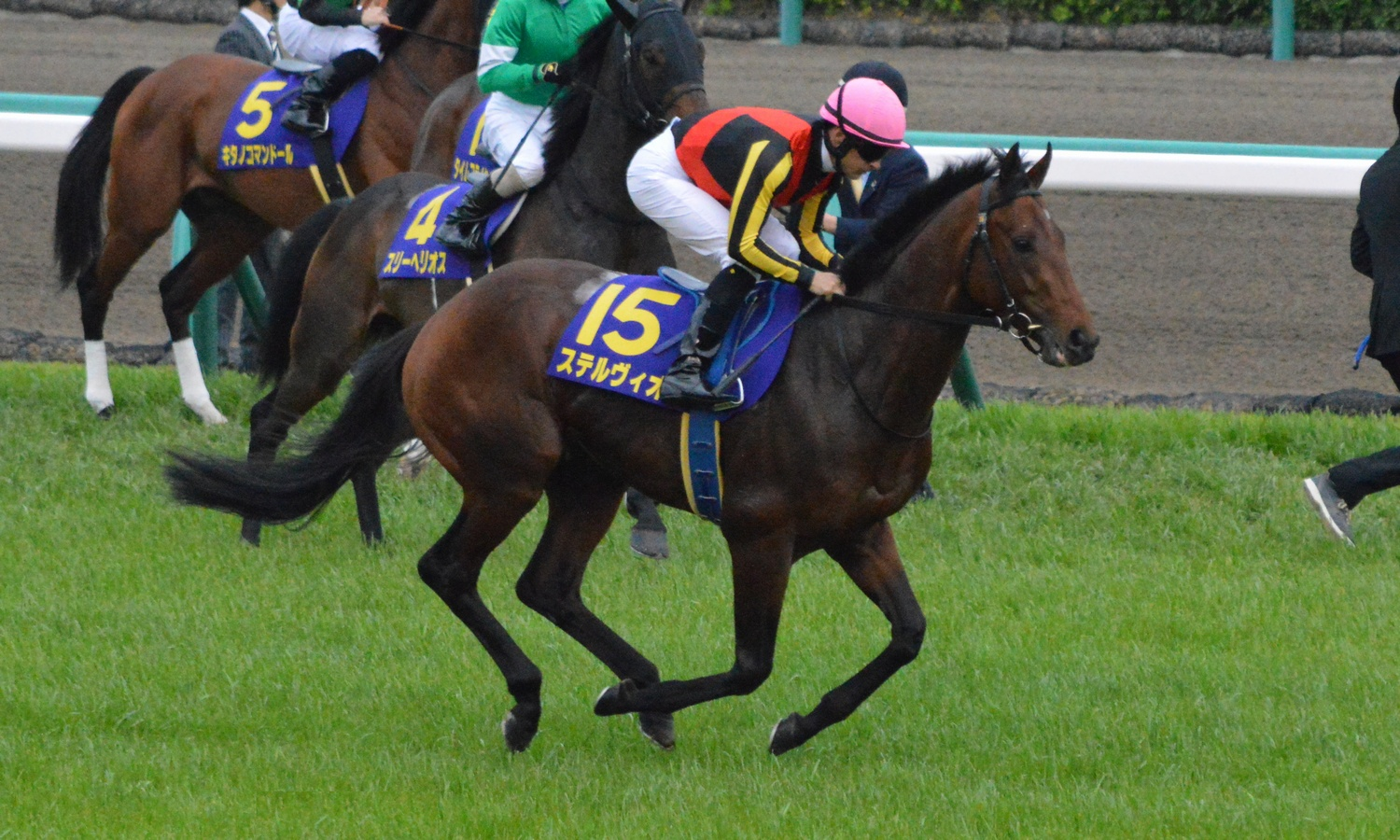
皋月賞賽前熱身

5月27日出戰東京優駿（日本打吡），本次比賽因處於第15檔外檔位置發走而選擇後上，但再度未能對先頭馬匹造成威脅下以第八完賽。
入秋後以每日王冠作爲起動戰，比賽開始後前方由太空隕石爲首的領放先行馬搶佔主導權，而絕嶺之峽則於中團位置追走。進入直路後，面對先行集團刻意製造的步速，中團及後方位置的賽駒紛紛無法衝出，僅有絕嶺之峽一駒可以於外檔衝出。最終於其奮力加速衝刺之下，其不斷超越前方賽駒，僅敗於太空隕石取得亞軍。
11月18日乘勢出戰一哩冠軍賽，由於主戰騎師李慕華選擇策騎另一匹由其主戰的賽駒魔族雅谷，因而其由來日客串的布宜學代打策騎。比賽開始後順利出閘絕嶺之峽採用和以往不同的先行戰術，並於比賽途中一直保持於第四左右的位置。進入直路後，其趁前方太空隕石及艾恩遺跡等對手逐漸力弱下展開加速，輕鬆取得領先後繼續衝刺，最終成功以頭位優勢壓贏上屆盟主波斯劍客率先衝線，取得首個一級賽冠軍之餘亦爲騎師布宜學帶來首個日本中央一級賽勝利。

### 4歲
2019年年初處於休養狀態，休養完畢後出戰中山紀念作爲熱身。比賽開始後，其繼續保持於中團位置推進，並於比賽途中不斷尋找有利位置。進入直路後，雖然其成功於所在位置加速衝出並於直路中段和勝出光采及旺紫丁呈現平頭姿態，但最終仍被對手率先透出，以細微差距落敗取得第三。
其後出自大阪盃，縱然於通過第三至四彎道時跑出不俗的勢頭，但於進入直路因體力不支後轉趨力弱，最終不斷失速下以第十四大敗。
6月2日出戰安田紀念，出閘後再度因無法搶佔有利位置而於後方追走，進入直路後亦無法於外檔位置展開進一步加速，最終以第八的戰績落敗。

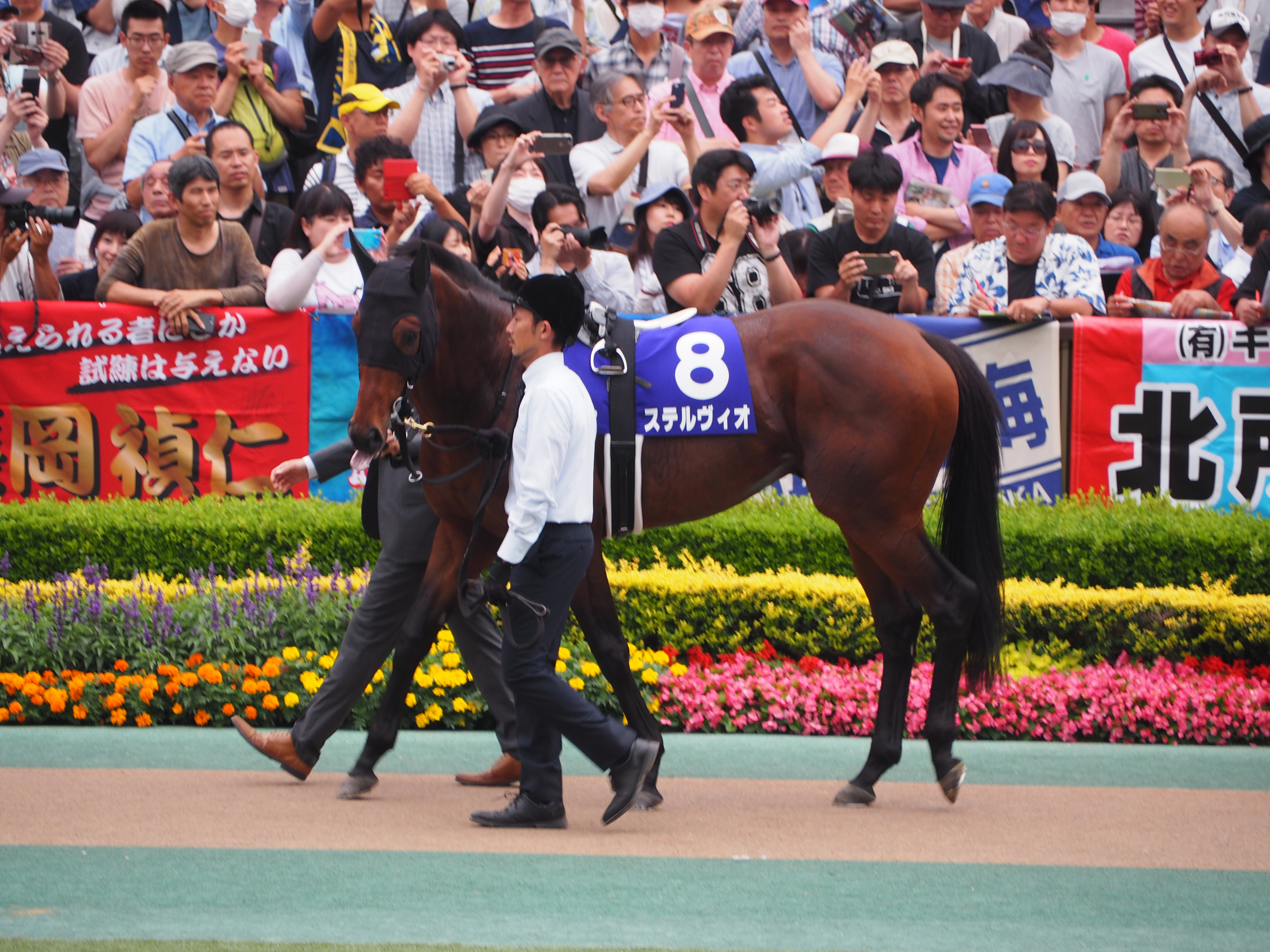
安田紀念沙圈

放草完成後原定於秋季以短途馬錦標作爲目標，然而於拍跳途中右眼受傷而避戰賽事，並於年間其餘時間進行休養。

### 5歲
2020年3月1日復出出戰阪急盃，最終無法最大程度加速之下僅獲得第五。
3月29日出戰高松宮紀念，然而於直路上一直停留於中團位置無法突破，最終以第九落敗。
其後出戰京王盃春季盃，採用先行戰術下成功於直路跑出優秀的速度，最終僅未能追上領放馬野田重擊取得第二。
完成京王盃春季盃後陣營原定安排其出戰夏季的堅蘭盃，但受到發燒影響下計劃被推遲，最終轉戰秋季的天鵝錦標並再度獲得亞軍。
12月26日出戰阪神盃，然而其採用後上戰術下無法於直路加速衝出，最終沉沒於馬群之中下以第十二大敗。

### 6歲
2021年年初陣營安排其轉戰泥地出戰根岸錦標，然而泥地適性完全不足下以第十大敗。
賽後其更被發現患有喘鳴症，於社台集團所屬的診所進行手術後進入休養。
7月29日於其休養途中，因練馬師木村哲也騷擾騎手被暫停練馬師職務影響下，暫時轉交同屬美浦訓練中心之練馬師岩戶孝樹之馬房。
進入9月由於其康復狀態良好，因而復出出戰京成盃秋季讓賽，但於其中以第七落敗，其後出戰天鵝錦標亦僅獲第五。
11月1日，重新返回木村馬房進行訓練。

### 7歲
2022年以京都金盃作爲年度首戰，然而於背負58公斤的頂磅下明顯處於劣勢，最終以第八落敗。
賽後陣營發現其左前腳出現韌帶炎，因而被安排進入休養。
其後原定於5月14日的京王盃春季盃復出，但韌帶炎復發之下陣營決定安排其退役，並於5月11日取消日本中央競馬會的賽駒註冊。

### 詳細賽績
| 日期       | 舉辦國家 | 馬場 | 距離   | 級別 | 賽事名稱         | 負重 | 騎師     | 馬號 | 出馬 | 名次 | 時間   | 頭馬（二馬）        |
| ---------- | -------- | ---- | ------ | ---- | ---------------- | ---- | -------- | ---- | ---- | ---- | ------ | ------------------- |
| 4/6/2017   | 日本     | 東京 | 草1600 |      | 2歲新馬          | 54   | 李慕華   | 6    | 16   | 1    | 1:34.8 | （Satono Only One） |
| 12/8/2017  | 日本     | 札幌 | 草1800 | OP   | 宇宙賞           | 54   | 李慕華   | 6    | 11   | 1    | 1:51.3 | （妙小姐）          |
| 7/10/2017  | 日本     | 東京 | 草1600 | GIII | 沙特阿拉伯皇家盃 | 55   | 李慕華   | 16   | 18   | 2    | 1:33.3 | 野田優驥            |
| 17/12/207  | 日本     | 阪神 | 草1600 | GI   | 朝日盃未來錦標   | 55   | 杜滿樂   | 10   | 16   | 2    | 1:33.9 | 野田優驥            |
| 18/3/2018  | 日本     | 中山 | 草1800 | GI   | 春季錦標         | 56   | 李慕華   | 8    | 13   | 1    | 1:48.1 | （金紀元）          |
| 15/4/2018  | 日本     | 中山 | 草2000 | GI   | 皋月賞           | 57   | 李慕華   | 15   | 16   | 4    | 2:01.4 | 金紀元              |
| 27/5/2018  | 日本     | 東京 | 草2400 | GI   | 東京優駿         | 57   | 李慕華   | 15   | 18   | 8    | 2:24.0 | 華格納              |
| 7/10/2018  | 日本     | 東京 | 草1800 | GII  | 每日王冠         | 55   | 李慕華   | 5    | 13   | 2    | 1:44.7 | 太空隕石            |
| 18/11/2018 | 日本     | 京都 | 草1600 | GI   | 一哩冠軍賽       | 56   | 布宜學   | 1    | 18   | 1    | 1:33.3 | （波斯劍客）        |
| 24/2/2019  | 日本     | 中山 | 草1800 | GII  | 中山紀念         | 57   | 丸山元氣 | 7    | 11   | 3    | 1:45.5 | 勝出光采            |
| 31/3/2019  | 日本     | 阪神 | 草2000 | GI   | 大阪盃           | 57   | 丸山元氣 | 12   | 14   | 14   | 2:02.5 | 艾恩遺跡            |
| 2/6/2019   | 日本     | 東京 | 草1600 | GI   | 安田紀念         | 58   | 連達文   | 8    | 16   | 8    | 1:31.3 | 冠軍車手            |
| 1/3/2020   | 日本     | 阪神 | 草1400 | GIII | 阪急盃           | 57   | 丸山元氣 | 7    | 18   | 5    | 1:20.5 | Best Actor          |
| 29/3/2020  | 日本     | 中京 | 草1200 | GI   | 高松宮紀念       | 57   | 丸山元氣 | 1    | 18   | 9    | 1:09.3 | 魔族閃焰            |
| 16/5/2020  | 日本     | 東京 | 草1400 | GII  | 京王盃春季盃     | 57   | 川田將雅 | 12   | 13   | 2    | 1:20.0 | 野田重擊            |
| 31/20/2020 | 日本     | 京都 | 草1400 | GII  | 天鵝錦標         | 57   | 池添謙一 | 16   | 16   | 2    | 1:21.4 | 勝治                |
| 26/12/2020 | 日本     | 阪神 | 草1400 | GII  | 阪神盃           | 57   | 池添謙一 | 7    | 16   | 12   | 1:20.8 | 野田幻想            |
| 31/1/2021  | 日本     | 東京 | 泥1400 | GIII | 根岸錦標         | 58   | 横山武史 | 16   | 16   | 10   | 1:23.1 | 熱望                |
| 12/9/2021  | 日本     | 中山 | 草1600 | GIII | 京成盃秋季讓賽   | 58   | 横山武史 | 5    | 16   | 7    | 1:32.4 | 哥德教堂            |
| 30/10/2021 | 日本     | 阪神 | 草1400 | GII  | 天鵝錦標         | 57   | 和田龍二 | 14   | 18   | 5    | 1:21.0 | 野田幻想            |
| 5/1/2022   | 日本     | 中京 | 草1600 | GIII | 京都金盃         | 58   | 和田龍二 | 15   | 16   | 8    | 1:33.4 | Zadar               |

## 退役後
退役後，絕嶺之峽成爲了配種馬，於北海道新日高町Arrow Stud休養，在2023年進行配種，首批子嗣將於2024年出生。首批子嗣可於2026年出賽。

## 血統簡介
父系龍王爲日本賽駒，生涯稱霸短途賽事，包括做出連霸短途馬錦標及香港短途錦標等壯舉，被稱爲日本近代最強短途馬。祖父夏威夷王亦爲日本賽駒，生涯戰績極爲優秀，僅得一戰未能獲勝，曾勝出一級賽NHK一哩賽及東京優駿（日本打吡），爲日本史上首匹贏得變則二冠的賽駒。
母系L'Archetto爲日本賽駒，生涯戰績不佳僅勝出條件戰級別的賽事。外祖父飛霸爲愛爾蘭生產的意大利及英國賽駒，生涯戰績彪炳，曾勝出日本盃、伊斯巴翰錦標、日蝕大賽、英國國際錦標、女皇伊利沙伯二世錦標及香港盃等六項一級賽，退役後亦有優秀的配種成績。

### 血統表
| 父線：金滿寶系（淘金者系）         |                             |                   |                |
| 種馬 龍王 2008年（棗色）           | 夏威夷王 2001年（棗色）     | 金滿寶            | 淘金者         |
| 種馬 龍王 2008年（棗色）           | 夏威夷王 2001年（棗色）     | 金滿寶            | Miesque        |
| 種馬 龍王 2008年（棗色）           | 夏威夷王 2001年（棗色）     | Manfath           | 最後大官       |
| 種馬 龍王 2008年（棗色）           | 夏威夷王 2001年（棗色）     | Manfath           | Pilot Bird     |
| 種馬 龍王 2008年（棗色）           | Lady Blossom 1996年（棗色） | 雷貓              | 雷鳥           |
| 種馬 龍王 2008年（棗色）           | Lady Blossom 1996年（棗色） | 雷貓              | Terlingua      |
| 種馬 龍王 2008年（棗色）           | Lady Blossom 1996年（棗色） | Saratoga Dew      | Cormorant      |
| 種馬 龍王 2008年（棗色）           | Lady Blossom 1996年（棗色） | Saratoga Dew      | Super Luna     |
| 繁殖雌馬 L'Archetto 2005年（棕色） | 飛霸 1998年（棗色）         | 神話王            | 北地舞人       |
| 繁殖雌馬 L'Archetto 2005年（棕色） | 飛霸 1998年（棗色）         | 神話王            | Fairy Bridge   |
| 繁殖雌馬 L'Archetto 2005年（棕色） | 飛霸 1998年（棗色）         | Gift of the Night | Slewpy         |
| 繁殖雌馬 L'Archetto 2005年（棕色） | 飛霸 1998年（棗色）         | Gift of the Night | Little Nana    |
| 繁殖雌馬 L'Archetto 2005年（棕色） | Azusa Yumi 1995年（棕色）   | 週日寧靜          | Halo           |
| 繁殖雌馬 L'Archetto 2005年（棕色） | Azusa Yumi 1995年（棕色）   | 週日寧靜          | Wishing Well   |
| 繁殖雌馬 L'Archetto 2005年（棕色） | Azusa Yumi 1995年（棕色）   | First Class       | Tosho Boy      |
| 繁殖雌馬 L'Archetto 2005年（棕色） | Azusa Yumi 1995年（棕色）   | First Class       | Sweet Concorde |
| 雌系：號族：11-c                   |                             |                   |                |
| 五代內近親交配：北地舞人 5×4       |                             |                   |                |

## 命名由來
名字Stelvio（ステルヴィオ）出自位於意大利北部的斯泰爾維奧山口，聯想自母系L'Archetto（於意大利語中，意思是弓）的名字，香港則取意譯，翻譯为「絕嶺之峽」。

## 外部連結
- 絕嶺之峽 netkeiba.com （页面存档备份，存于）
- 血統表 （页面存档备份，存于）